# 桃花台中央公園

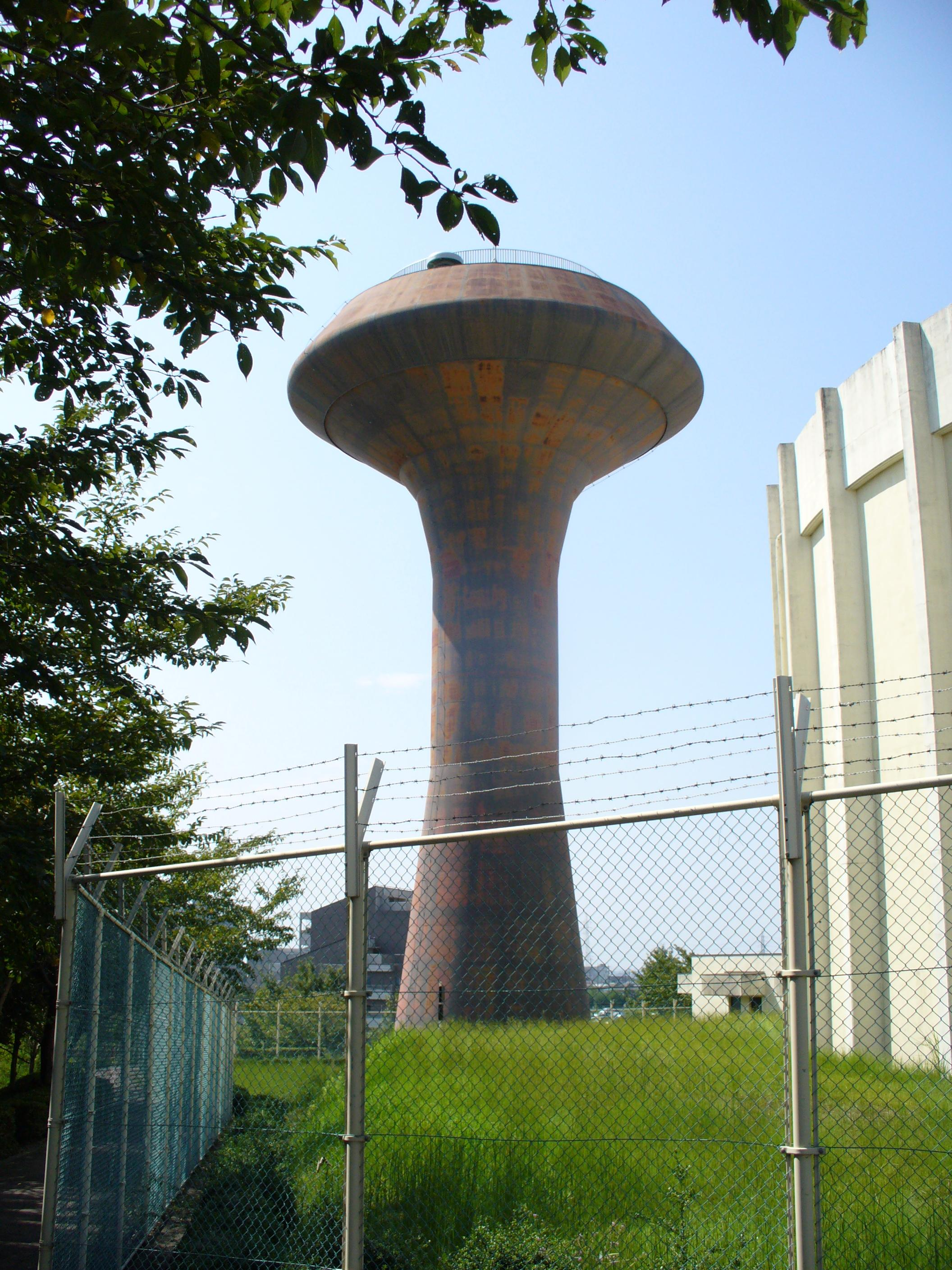
高台にある給水塔

桃花台中央公園（とうかだいちゅうおうこうえん）とは、愛知県小牧市城山2丁目10-1にある地区公園である。

## 概要
桃花台ニュータウンのほぼ中央に位置する。面積は6.4ha。公園の中央部には芝生の大きな広場があり、それを取り巻くようにアスレチックコースや遊具が設置されている。北部は高台になっており、上水道用の給水塔やアナログ放送の中継所がある。加えて雑木林もあり、林の中には散策路が設けられている。公園の管理・運営は、（一財）桃花台センターが行なっている。

## 歴史
- 1986年（昭和61年） - テレビ中継放送所開局。
- 1987年（昭和62年） - 第1回桃花台まつり開催。
- 2002年（平成14年）5月11日 - 野外ステージ完成。記念式典が行なわれる。

## 施設
- 芝生広場 - 公園中央部に位置する芝生の広場。東部に野外ステージがある。
- 野外ステージ - 屋根付きの木造ステージ。毎年夏に行なわれるイベント（桃花台まつり）では、このステージでコンサートなどが行なわれる。
- 噴水 - 公園中西部に位置する。
- 人口の小川 - 公園北西部から中西部にかけて作られた人口の川。
- ローラー滑り台 - 公園中央部に位置する。
- アスレチック - 公園中央部に位置する芝生広場を取り巻くようにして設置されているアスレチックコース。
- テニスコート - 公園南東部に位置する。
- 篠岡古窯跡群・篠岡47号窯跡移設展示施設 - かつて存在した古窯跡を移設・展示してある施設。
- 散策路 - 公園北部の林の中と公園南東部に存在する。
- 給水塔 - 公園北部の高台の上に位置する。桃花台ニュータウン北西部にある小牧市上下水道管理センターからポンプを使って組み上げられた水が一旦この施設に集められ、桃花台ニュータウン内の各家庭に供給される。
- 小牧桃花台テレビ中継局 - アナログ放送の中継所。公園北部の高台の上に位置する。
- 駐車場 - 公園中央西部にある。利用料金は無料。初夏から秋までと初冬から春で、利用時間が異なる。
- トイレ - 全部で3ヶ所ある。内2ヶ所は、車椅子対応トイレ。

## イベント

### 桃花台まつり
詳細は「桃花台まつり」参照。

### その他
毎年4月にオリエンテーリングが行なわれる他、様々なイベントが行なわれる。

## 所在地
- 愛知県小牧市城山2丁目10-1

## 交通手段
- 桃花台バスおよびピーチバスの「大城」停留所下車、徒歩で約1分、「桃花台センター」停留所下車、徒歩で約3分。
- 名鉄バスの高蔵寺・桃花台線：「桃花台東」停留所下車、徒歩で約1分。
- 名鉄バスの都市間高速バス・桃花台線（名鉄バスセンター・栄発の便のみ）：「桃花台東」停留所下車、徒歩で約1分、「桃花台センター」停留所下車、徒歩で約2分。
- こまき巡回バスの「桃花台センター」停留所下車、徒歩で約3分。

## 周辺
- ピエスタ - 商業施設。飲食店やドラッグストア、コンビニエンスストアなどがある。
- 桃花台交番
- ピアーレ - 商業施設。食料品店や飲食店、スポーツジムなどがある。

## 関連書籍
- 『桃花台 まちの記録』桃花台事業記念誌作成検討委員会・愛知県（他）/編（発行年：1998年）